# Andrej Lunjov
Andrej Jevgenjevitj Lunjov, (ryska: Андрей Евгеньевич Лунёв), född 13 november 1991, är en rysk fotbollsspelare (målvakt) som spelar för azeriska Qarabağ och Rysslands landslag.

## Klubblagskarriär

### Torpedo (Moskva)
Andrej Lunjov började 2009 spela för Torpedo Moskva, som den säsongen spelade i amatörmästerskapet i Ryssland (Moskva-zonen). Ett år senare spelade han för Torpedo i sju matcher i andradivisionen och två i cupen.

### Utlånad (2012-2014)
Under säsongen 2011/2012 lånades han ut till fotbollsklubben FK Istra. Sommaren 2013 lånades han av FK Kaluga. I oktober 2014 blev han en fri agent.

### Saturn
Under vintern 2015 skrev han på för Saturn Ramenskoje, han spelade fyra matcher för klubben.

### FK Ufa
Den 29 juli 2015 bekräftades det att Lunjov skulle gå med i FK Ufa på ett ettårigt kontrakt. Han gjorde rysk Premjer-Liga-debut för Ufa den 11 september 2016 i en match mot FK Krasnodar.

### FK Zenit Sankt Petersburg
Den 23 december 2016 flyttade Lunjov till Zenit Sankt Petersburg och skrev på ett 4,5-årigt kontrakt med klubben. Den 1 juli 2021 blev Lunjov officiellt en fri agent efter att hans kontrakt med Zenit löpt ut.

### Bayer 04 Leverkusen
Den 9 juli 2021 flyttade Lunjov till Bayer 04 Leverkusen och skrev på ett kontrakt fram till 2023.

### Qarabağ
I augusti 2023 värvades Lunjov av azeriska Qarabağ, där han skrev på ett ettårskontrakt med option på ytterligare ett år.

## Landslagskarriär
Andrej Lunjov debuterade för Rysslands landslag den 10 oktober 2017 i ett vänskapsmatch mot Iran.
Den 11 maj 2018 inkluderades han i Rysslands preliminära utökade trupp för VM 2018. Den 3 juni 2018 ingick han i den slutgiltiga VM-truppen. Han stannade dock kvar på bänken under hela Rysslands turnering bakom förstahandsvalet Igor Akinfejev.
Den 11 maj 2021 inkluderades han i den preliminära utökade truppen för EM 2020. Han ingick inte i den slutgiltiga truppen för turneringen.